# Xã French Creek, Quận Mercer, Pennsylvania
Xã French Creek (tiếng Anh: French Creek Township) là một xã thuộc quận Mercer, tiểu bang Pennsylvania, Hoa Kỳ. Năm 2010, dân số của xã này là 771 người.